# Regina Koelikova
Regina Alexandrovna Koelikova (Russisch: Регина Александровна Куликова) (Alma-Ata, 30 januari 1989) is een voormalig tennisspeelster uit Rusland. Koelikova begon met tennis toen zij zes jaar oud was. Haar favoriete ondergrond is hardcourt. Zij speelt rechtshandig en heeft een tweehandige backhand. Zij was actief in het proftennis van 2004 tot en met 2012.
De Russin heeft geen WTA-titels weten te bemachtigen – wel is het haar gelukt om dertien ITF-enkelspeltitels te winnen en twee in het dubbelspel. Haar beste resultaat op de WTA-toernooien is het bereiken van de kwartfinale op het toernooi van Dubai in 2010. Haar beste grandslamresultaat is het bereiken van de derde ronde van Wimbledon 2009, waarin zij werd uitgeschakeld door Jelena Dementjeva. Zij evenaarde dit resultaat een jaar later, tijdens Wimbledon 2010 – toen moest zij de strijd opgeven tegen Tsvetana Pironkova.

## Posities op deWTA-ranglijst
Positie per einde seizoen:
| jaartal | ranking enkelspel | ranking dubbelspel |
| ------- | ----------------- | ------------------ |
| 2005    | 712               | –                  |
| 2006    | 398               | –                  |
| 2007    | 170               | –                  |
| 2008    | 161               | –                  |
| 2009    | 128               | 471                |
| 2010    | 93                | –                  |
| 2011    | 130               | 283                |
| 2012    | 597               | –                  |

## Prestatietabel grandslamtoernooien
| Legenda | Legenda                          |
| ------- | -------------------------------- |
| g.t.    | geen toernooi gehouden           |
| l.c.    | lagere categorie                 |
| –       | niet deelgenomen                 |
| G       | uitgeschakeld in de groepsfase   |
| 1R      | uitgeschakeld in de eerste ronde |
| 2R      | uitgeschakeld in de tweede ronde |
| 3R      | uitgeschakeld in de derde ronde  |
| 4R      | uitgeschakeld in de vierde ronde |
| KF      | uitgeschakeld in de kwartfinale  |
| HF      | uitgeschakeld in de halve finale |
| F       | de finale verloren               |
| W       | het toernooi gewonnen            |
| w-v     | winst/verlies-balans             |

### Enkelspel
| Toernooi        | 2009 | 2010 | 2011 |
| --------------- | ---- | ---- | ---- |
| Australian Open | –    | 1R   | 2R   |
| Roland Garros   | –    | 1R   | –    |
| Wimbledon       | 3R   | 3R   | –    |
| US Open         | –    | 1R   | –    |

### Vrouwendubbelspel
| Toernooi        | 2010 |
| --------------- | ---- |
| Australian Open | –    |
| Roland Garros   | 2R   |
| Wimbledon       | 1R   |
| US Open         | –    |